# 24 Heures de Daytona 1991
Navigation
Édition précédente Édition suivante
Les 24 Heures de Daytona 1991 (officiellement appelé le Sunbank Daytona 24 Hours 1991), disputées sur les 2 février 1991 et 3 février 1991 sur le Daytona International Speedway ont été la vingt-neuvième édition de cette épreuve, la vingt-quatrième sur un format de vingt-quatre heures, et la première manche du Championnat IMSA GT 1991.

## Engagés
La liste officielle des engagés était composée de 68 voitures. 47 ont participé aux essais dont 13 en GTP, 7 en GTP Lights, 15 en GTO, 9 en GTU et 3 en Le Mans Cars.

## Course
Voici le classement provisoire au terme de la course,.
- Les vainqueurs de chaque catégorie sont signalés par un fond jauni.
- Pour la colonne Pneus, il faut passer le curseur au-dessus du modèle pour connaître le manufacturier de pneumatiques.

| Pos.    | Classe | N° | Écurie                        | Pilotes                                                                     | Châssis                                | Pneus | Tours |
| Pos.    | Classe | N° | Écurie                        | Pilotes                                                                     | Moteur                                 | Pneus | Tours |
| ------- | ------ | -- | ----------------------------- | --------------------------------------------------------------------------- | -------------------------------------- | ----- | ----- |
| 1       | GTP    | 7  | Joest Racing                  | Frank Jelinski Henri Pescarolo Hurley Haywood Bob Wollek "John Winter"      | Porsche 962C                           | G     | 719   |
| 1       | GTP    | 7  | Joest Racing                  | Frank Jelinski Henri Pescarolo Hurley Haywood Bob Wollek "John Winter"      | Porsche Type-935 3,0 l Flat-6 Bi-Turbo | G     | 719   |
| 2       | LM     | 83 | Nissan Performance Technology | Bob Earl Derek Daly Chip Robinson Geoff Brabham                             | Nissan R90CK                           | G     | 701   |
| 2       | LM     | 83 | Nissan Performance Technology | Bob Earl Derek Daly Chip Robinson Geoff Brabham                             | Nissan VRH35Z 3,5 l V8 Bi-Turbo        | G     | 701   |
| 3       | GTP    | 10 | Wynn's ( Hotchkis Racing)     | Chris Cord (en) John Hotchkis (de) Jim Adams Rob Dyson (en)                 | Porsche 962                            | G     | 692   |
| 3       | GTP    | 10 | Wynn's ( Hotchkis Racing)     | Chris Cord (en) John Hotchkis (de) Jim Adams Rob Dyson (en)                 | Porsche Type-935 3,0 l Flat-6 Bi-Turbo | G     | 692   |
| 4       | GTO    | 15 | Roush Racing                  | Mark Martin Wally Dallenbach Jr. Robby Gordon                               | Ford Mustang                           | G     | 672   |
| 4       | GTO    | 15 | Roush Racing                  | Mark Martin Wally Dallenbach Jr. Robby Gordon                               | Ford 6,0 l V8 Atmo                     | G     | 672   |
| 5 Abd.  | GTP    | 00 | Jochen Dauer Racing (de)      | Michael Andretti Mario Andretti Jeff Andretti                               | Porsche 962C                           | BF    | 663   |
| 5 Abd.  | GTP    | 00 | Jochen Dauer Racing (de)      | Michael Andretti Mario Andretti Jeff Andretti                               | Porsche Type-935 3,0 l Flat-6 Bi-Turbo | BF    | 663   |
| 6       | GTO    | 12 | Whistler Radar                | John Fergus Max Jones Dorsey Schroeder (en)                                 | Ford Mustang                           | G     | 658   |
| 6       | GTO    | 12 | Whistler Radar                | John Fergus Max Jones Dorsey Schroeder (en)                                 | Ford 6,0 l V8 Atmo                     | G     | 658   |
| 7 Abd.  | Lights | 48 | Acura                         | Parker Johnstone (en) Steve Cameron Doug Peterson Bob Lesnett (en)          | Spice SE90P                            | BF    | 654   |
| 7 Abd.  | Lights | 48 | Acura                         | Parker Johnstone (en) Steve Cameron Doug Peterson Bob Lesnett (en)          | Acura 3,0 l V6 Atmo                    | BF    | 654   |
| 8       | Lights | 36 | Ecurie Scientific             | John Grooms Michael Greenfield (en) Frank Jellinek (de) Peter Greenfield    | Kudzu DG-1                             | G     | 632   |
| 8       | Lights | 36 | Ecurie Scientific             | John Grooms Michael Greenfield (en) Frank Jellinek (de) Peter Greenfield    | Mazda 13B 1,3 l 2-Rotor                | G     | 632   |
| 9 Abd.  | Lights | 54 | HDF Motorsport                | Michael Dow Andrew Hepworth Hendrik ten Cate                                | Spice SE89P                            | G     | 620   |
| 9 Abd.  | Lights | 54 | HDF Motorsport                | Michael Dow Andrew Hepworth Hendrik ten Cate                                | Buick 3,0 l V6 Atmo                    | G     | 620   |
| 10      | GTO    | 90 | Roush Racing                  | Jim Stevens Craig Bennett Tom Grunnah Jim Jaeger                            | Ford Mustang                           | G     | 619   |
| 10      | GTO    | 90 | Roush Racing                  | Jim Stevens Craig Bennett Tom Grunnah Jim Jaeger                            | Ford 6,0 l V8 Atmo                     | G     | 619   |
| 11      | GTP    | 4  | Tom Milner Racing             | Brian Bonner (en) Derrike Cope Jeff Kline Scott Sharp                       | Spice SE89P                            | G     | 611   |
| 11      | GTP    | 4  | Tom Milner Racing             | Brian Bonner (en) Derrike Cope Jeff Kline Scott Sharp                       | Chevrolet 6,0 l V8 Atmo                | G     | 611   |
| 12      | GTO    | 92 | EDS/Mobil/Goodyear            | R. K. Smith (en) Andy Pilgrim Doc Bundy (en) Joe Varde (en)                 | Chevrolet Corvette                     | G     | 611   |
| 12      | GTO    | 92 | EDS/Mobil/Goodyear            | R. K. Smith (en) Andy Pilgrim Doc Bundy (en) Joe Varde (en)                 | Chevrolet 5,7 l V8 Atmo                | G     | 611   |
| 13      | GTU    | 82 | Greer Racing                  | Dick Greer Al Bacon Mike Mees Peter Uria                                    | Mazda RX-7                             | G     | 605   |
| 13      | GTU    | 82 | Greer Racing                  | Dick Greer Al Bacon Mike Mees Peter Uria                                    | Mazda R26 2,6 l 4-Rotor                | G     | 605   |
| 14      | GTO    | 63 | Mazda                         | Brian Redman John O'Steen (de) Price Cobb Pete Halsmer (en)                 | Mazda RX-7                             | G     | 576   |
| 14      | GTO    | 63 | Mazda                         | Brian Redman John O'Steen (de) Price Cobb Pete Halsmer (en)                 | Mazda R26 2,6 l 4-Rotor                | G     | 576   |
| 15      | GTU    | 37 | Botero Racing                 | Honorato Espinosa Rob Wilson (en) Miguel Morejon Felipe Solano              | Mazda MX-6                             | Y     | 576   |
| 15      | GTU    | 37 | Botero Racing                 | Honorato Espinosa Rob Wilson (en) Miguel Morejon Felipe Solano              | Mazda R26 2,6 l 4-Rotor                | Y     | 576   |
| 16      | GTU    | 38 | Mandeville Auto Tech          | Roger Mandeville Amos Johnson (de) Kelly Marsh                              | Mazda RX-7                             | Y     | 568   |
| 16      | GTU    | 38 | Mandeville Auto Tech          | Roger Mandeville Amos Johnson (de) Kelly Marsh                              | Mazda R26 2,6 l 4-Rotor                | Y     | 568   |
| 17      | Lights | 42 | Intersport                    | Geoff Nicol David Tennyson Todd Brayton                                     | Tiga GT286                             | G     | 556   |
| 17      | Lights | 42 | Intersport                    | Geoff Nicol David Tennyson Todd Brayton                                     | Mazda 13B 1,3 l 2-Rotor                | G     | 556   |
| 18      | Lights | 09 | R. J. Racing                  | Stephen Hynes Tommy Johnson Rob Robertson John Sheldon                      | Tiga GC287                             | G     | 545   |
| 18      | Lights | 09 | R. J. Racing                  | Stephen Hynes Tommy Johnson Rob Robertson John Sheldon                      | Buick 3,0 l V6 Atmo                    | G     | 545   |
| 19      | GTU    | 26 | Border Cantina                | Chris Craft Alex Job Joe Pezza Jack Refenning                               | Porsche 911                            | G     | 494   |
| 19      | GTU    | 26 | Border Cantina                | Chris Craft Alex Job Joe Pezza Jack Refenning                               | Porsche 3,2 l Flat-6 Atmo              | G     | 494   |
| 20 Abd. | LM     | 84 | Nissan Performance Technology | Julian Bailey Steve Millen (en) Arie Luyendyk Jeremy Dale (en)              | Nissan R90CK                           | G     | 472   |
| 20 Abd. | LM     | 84 | Nissan Performance Technology | Julian Bailey Steve Millen (en) Arie Luyendyk Jeremy Dale (en)              | Nissan VRH35Z 3,5 l V8 Bi-Turbo        | G     | 472   |
| 21      | GTO    | 91 | EDS/Mobil/Goodyear            | Stu Hayner Don Knowles John Heinricy (en) Scott Lagasse (en) Tommy Morrison | Chevrolet Corvette                     | G     | 464   |
| 21      | GTO    | 91 | EDS/Mobil/Goodyear            | Stu Hayner Don Knowles John Heinricy (en) Scott Lagasse (en) Tommy Morrison | Chevrolet 6,0 l V8 Atmo                | G     | 464   |
| 22 Abd. | GTP    | 16 | Dyson Racing                  | James Weaver John Paul Jr. Tiff Needell                                     | Porsche 962C                           | G     | 450   |
| 22 Abd. | GTP    | 16 | Dyson Racing                  | James Weaver John Paul Jr. Tiff Needell                                     | Porsche Type-935 3,0 l Flat-6 Bi-Turbo | G     | 450   |
| 23      | GTU    | 72 | Jay Kjoller Motorsports       | Steve Volk Jay Kjoller Patrick Mooney                                       | Porsche 911                            | G     | 449   |
| 23      | GTU    | 72 | Jay Kjoller Motorsports       | Steve Volk Jay Kjoller Patrick Mooney                                       | Porsche 3,2 l Flat-6 Atmo              | G     | 449   |
| 24 Abd. | GTP    | 5  | Tom Milner Racing             | Mike Brockman Tim McAdam Fred Phillips Jeff Davis (en)                      | Spice SE89P                            | G     | 448   |
| 24 Abd. | GTP    | 5  | Tom Milner Racing             | Mike Brockman Tim McAdam Fred Phillips Jeff Davis (en)                      | Chevrolet 6,0 l V8 Atmo                | G     | 448   |
| 25      | GTO    | 70 | M/J Engineering               | Lou Gigiliotti Boris Said Mike Nolan Roger Schramm Peter Cunningham (en)    | Oldsmobile Cutlass (en)                | F     | 445   |
| 25      | GTO    | 70 | M/J Engineering               | Lou Gigiliotti Boris Said Mike Nolan Roger Schramm Peter Cunningham (en)    | Oldsmobile 6,0 l V8 Atmo               | F     | 445   |
| 26 Abd. | GTU    | 66 | North Coast Racing            | Leighton Reese Mike Gagliardo Brad Hoyt                                     | Mazda RX-7                             | F     | 442   |
| 26 Abd. | GTU    | 66 | North Coast Racing            | Leighton Reese Mike Gagliardo Brad Hoyt                                     | Mazda R26 2,6 l 4-Rotor                | F     | 442   |
| 27      | GTO    | 11 | Robert Williams               | Jon Gooding John Annis Mark Kennedy Nort Northam Tom Panaggio               | Chevrolet Camaro                       | G     | 427   |
| 27      | GTO    | 11 | Robert Williams               | Jon Gooding John Annis Mark Kennedy Nort Northam Tom Panaggio               | Chevrolet 6,0 l V8 Atmo                | G     | 427   |
| 28 Abd. | GTP    | 98 | All American Racers           | Mark Dismore (en) Rocky Moran (en) P. J. Jones (en)                         | Eagle HF89                             | G     | 408   |
| 28 Abd. | GTP    | 98 | All American Racers           | Mark Dismore (en) Rocky Moran (en) P. J. Jones (en)                         | Toyota 3S-GTM 2,1 l I4 Turbo           | G     | 408   |
| 29      | GTO    | 87 | A&R Auto Electric             | Grant Hill Nick Holmes Anthony Puleo Daniel Urrutia                         | Chevrolet Camaro                       | G     | 396   |
| 29      | GTO    | 87 | A&R Auto Electric             | Grant Hill Nick Holmes Anthony Puleo Daniel Urrutia                         | Chevrolet 6,0 l V8 Atmo                | G     | 396   |
| 30 Abd. | GTP    | 2  | Jaguar Racing                 | Davy Jones Scott Pruett Raul Boesel Derek Warwick                           | Jaguar XJR-12                          | G     | 379   |
| 30 Abd. | GTP    | 2  | Jaguar Racing                 | Davy Jones Scott Pruett Raul Boesel Derek Warwick                           | Jaguar 6,5 l V12 Atmo                  | G     | 379   |
| 31 Abd. | GTP    | 6  | Joest Racing                  | Bob Wollek Bernd Schneider Paolo Barilla Massimo Sigala                     | Porsche 962C                           | G     | 360   |
| 31 Abd. | GTP    | 6  | Joest Racing                  | Bob Wollek Bernd Schneider Paolo Barilla Massimo Sigala                     | Porsche Type-935 3,0 l Flat-6 Bi-Turbo | G     | 360   |
| 32 Abd. | Lights | 9  | Essex Racing                  | Jim Pace Tom Hessert Jr. Charles Morgan                                     | Kudzu DG-1                             | G     | 359   |
| 32 Abd. | Lights | 9  | Essex Racing                  | Jim Pace Tom Hessert Jr. Charles Morgan                                     | Buick 3,0 l V6 Atmo                    | G     | 359   |
| 33 Abd. | Lights | 20 | Carlos Bobeda Racing          | Kaming Ko Mike Sheehan Ron McKay Charles Monk                               | Tiga GT287                             | G     | 328   |
| 33 Abd. | Lights | 20 | Carlos Bobeda Racing          | Kaming Ko Mike Sheehan Ron McKay Charles Monk                               | Chevrolet 3,0 l V6 Atmo                | G     | 328   |
| 34      | GTO    | 45 | First Coast Trucks            | John Forbes Ken Fengler Bob Hundredmark Tom Curren                          | Chevrolet Corvette                     | G     | 315   |
| 34      | GTO    | 45 | First Coast Trucks            | John Forbes Ken Fengler Bob Hundredmark Tom Curren                          | Chevrolet 6,0 l V8 Atmo                | G     | 315   |
| 35 Abd. | GTP    | 0  | Jochen Dauer Racing (de)      | Al Unser Jr. Bobby Unser Robby Unser Al Unser                               | Porsche 962C                           | BF    | 270   |
| 35 Abd. | GTP    | 0  | Jochen Dauer Racing (de)      | Al Unser Jr. Bobby Unser Robby Unser Al Unser                               | Porsche Type-935 3,0 l Flat-6 Bi-Turbo | BF    | 270   |
| 36 Abd. | GTO    | 28 | Del Russo Taylor              | Don Arpin Jon Olch Tim Banks Scott Watkins                                  | Chevrolet Camaro                       | G     | 234   |
| 36 Abd. | GTO    | 28 | Del Russo Taylor              | Don Arpin Jon Olch Tim Banks Scott Watkins                                  | Chevrolet 6,0 l V8 Atmo                | G     | 234   |
| 37 Abd. | GTO    | 53 | Hi-Tech Coating               | Richard McDill Bill McDill Jim Burt                                         | Chevrolet Camaro                       | G     | 223   |
| 37 Abd. | GTO    | 53 | Hi-Tech Coating               | Richard McDill Bill McDill Jim Burt                                         | Chevrolet 6,0 l V8 Atmo                | G     | 223   |
| 38 Abd. | GTU    | 96 | Fastcolor Auto Art            | Chuck Kurtz Bob Leitzinger David Loring Don Reynolds                        | Nissan 240SX                           | T     | 192   |
| 38 Abd. | GTU    | 96 | Fastcolor Auto Art            | Chuck Kurtz Bob Leitzinger David Loring Don Reynolds                        | Nissan 2,8 l V6 Atmo                   | T     | 192   |
| 39 Abd. | GTU    | 57 | Kryder Racing                 | Henry Camferdam Phil Krueger (en) Alistair Oag Reed Kryder                  | Nissan 240SX                           | G     | 159   |
| 39 Abd. | GTU    | 57 | Kryder Racing                 | Henry Camferdam Phil Krueger (en) Alistair Oag Reed Kryder                  | Nissan 2,8 l V6 Atmo                   | G     | 159   |
| 40      | GTP    | 60 | Gunnar Porsche                | Jay Cochran (de) Derek Bell Justin Bell                                     | Gunnar 966                             | BF    | 83    |
| 40      | GTP    | 60 | Gunnar Porsche                | Jay Cochran (de) Derek Bell Justin Bell                                     | Porsche 3,0 l Flat-6 Bi-Turbo          | BF    | 83    |
| 41      | GTO    | 04 | Henry Brosnaham               | Bobby Scolo Steve Burgner John Macaluso                                     | Chevrolet Camaro                       | G     | 78    |
| 41      | GTO    | 04 | Henry Brosnaham               | Bobby Scolo Steve Burgner John Macaluso                                     | Chevrolet 6,0 l V8 Atmo                | G     | 78    |
| 42 Abd. | GTP    | 99 | All American Racers           | Juan Manuel Fangio II Willy T. Ribbs Andy Wallace                           | Eagle HF89                             | G     | 60    |
| 42 Abd. | GTP    | 99 | All American Racers           | Juan Manuel Fangio II Willy T. Ribbs Andy Wallace                           | Toyota 3S-GTM 2,1 l I4 Turbo           | G     | 60    |
| 43 Abd. | GTO    | 62 | Mazda                         | John Morton Calvin Fish (en) Pete Halsmer (en)                              | Mazda RX-7                             | G     | 50    |
| 43 Abd. | GTO    | 62 | Mazda                         | John Morton Calvin Fish (en) Pete Halsmer (en)                              | Mazda R26 2,6 l 4-Rotor                | G     | 50    |
| 44 Abd. | LM     | 1  | Nissan Performance Technology | Arie Luyendyk Julian Bailey Derek Daly                                      | Nissan R90CK                           | G     | 47    |
| 44 Abd. | LM     | 1  | Nissan Performance Technology | Arie Luyendyk Julian Bailey Derek Daly                                      | Nissan VRH35Z 3,5 l V8 Bi-Turbo        | G     | 47    |
| 45 Abd. | GTO    | 06 | Overbagh Motor Racing         | Oma Kimbrough Hoyt Overbagh Mark Montgomery Kent Painter                    | Chevrolet Camaro                       | G     | 37    |
| 45 Abd. | GTO    | 06 | Overbagh Motor Racing         | Oma Kimbrough Hoyt Overbagh Mark Montgomery Kent Painter                    | Chevrolet 6,0 l V8 Atmo                | G     | 37    |
| 46 Abd. | GTU    | 95 | Fastcolor Auto Art            | Butch Leitzinger David Loring Chuck Kurtz Bob Leitzinger                    | Nissan 240SX                           | T     | 13    |
| 46 Abd. | GTU    | 95 | Fastcolor Auto Art            | Butch Leitzinger David Loring Chuck Kurtz Bob Leitzinger                    | Nissan 2,8 l V6 Atmo                   | T     | 13    |
| Np.     | GTP    | 3  | Jaguar Racing                 | John Nielsen                                                                | Jaguar XJR-12                          | G     | -     |
| Np.     | GTP    | 3  | Jaguar Racing                 | John Nielsen                                                                | Jaguar 6,5 l V12 Atmo                  | G     | -     |